# Antiguraleus alternatus
Antiguraleus alternatus é uma espécie de gastrópode do gênero Antiguraleus, pertencente a família Mangeliidae.